# Förbjuden värld (film)

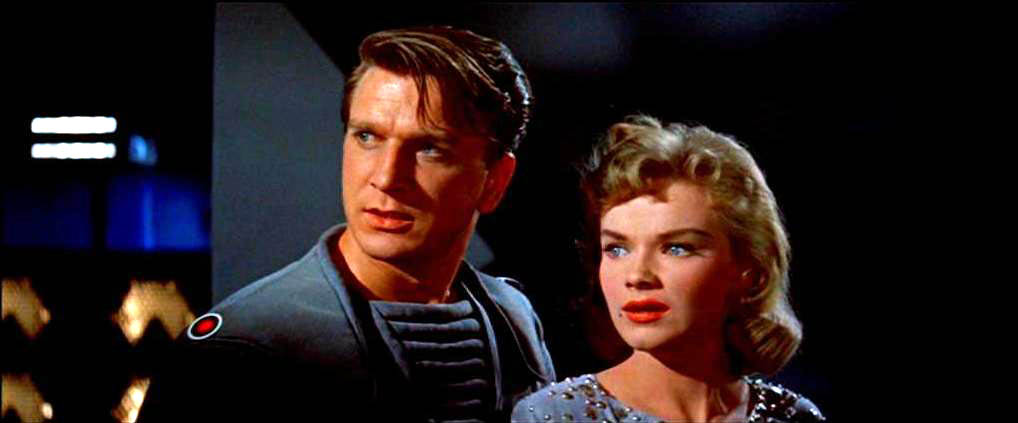
Leslie Nielsen och Anne Francis.

Förbjuden värld (eng: Forbidden Planet) är en amerikansk science fiction-film från 1956, filmad i CinemaScope och Metrocolor producerad av MGM. Filmen är regisserad av Fred M. Wilcox och några av huvudrollerna spelas av Walter Pidgeon, Anne Francis och Leslie Nielsen. Både karaktärer och scenarier är inspirerade av Shakespeares Stormen, och det finns partier inspirerade av Freuds teorier kring det omedvetna, men ramberättelsen är i övrigt ganska enkel.
Filmen innehåller ett antal oscarsnominerade specialeffekter och banbrytande elektronisk filmmusik. Detta är också första gången som både Robby the Robot och det tefatsliknande rymdskeppet C-57D förekommer på film. Filmen var den första science fiction-film som kostade över en miljon dollar.[källa behövs]

## Handling
Filmens handling och karaktärer är inspirerad av William Shakespeares Stormen men utspelar sig i början av 2200-talet. United Planets rymdskepp C-57D har skickas till planeten Altair IV, 16 ljusår från jorden, för att undersöka vad som hänt den försvunna expedition som tjugo år tidigare landade på planeten. Innan de landar får de kontakt med doktor Edward Morbius som varnar dem att besöka planeten.
Väl på planeten berättar doktor Morbius om en okänd kraft som dödade hans besättning och förstörde rymdskeppet the Bellerophon. Bara Morbius, hans fru (som senare dog av naturliga orsaker), och hans dotter Altaira, nu 19 år gammal, överlevde. Han fruktar nu att samma sak ska ske med C-57D:s besättning.
Under sin tid på planeten har doktor Morbius gjort enorma tekniska framsteg, vilket förvånar expeditionsmedlemmarna då han inte ens var med som tekniker på den första expeditionen. Bland annat har han skapat Robby, en robot byggd att lyda under de tre robotlagarna och som kan tillverka i stort sett vad som helst. Till slut visar sig orsaken till de tekniska framstegen, liksom den mystiska kraften, ha sin grund i planeten och dess förflutna.

## Rollista (i urval)
- Walter Pidgeon – Doktor Edward Morbius
- Anne Francis – Altaira Morbius
- Leslie Nielsen – Befälhavare John J. Adams
- Warren Stevens – Löjtnant 'Doc' Ostrow
- Jack Kelly – Löjtnant Jerry Farman
- Richard Anderson — Chefsmekaniker Quinn
- Earl Holliman – Kock

## Filmmusik
Musiken till Förbjuden värld var banbrytande och det var första gången som en kommersiell spelfilm producerades där all filmmusik var elektronisk. Filmmusiken, som i förtexterna beskrivs som "electronic tonalities" (elektroniska tonaliteter) komponerades av det gifta paret Louis och Bebe Barron. 
Utifrån boken Cybernetics: Or, Control and Communication in the Animal and the Machine från 1948 av matematikern Norbert Wiener, skapade Louis Barron elektroniska kretsar som de använde för att generera de olika ljuden. Merparten av tonaliteterna skapades med en sorts krets som kallas ringmodulator och alla ljud spelades in på magnetband. Sedan manipulerades ljuden, främst av Bebe som var den som främst fungerade som kompositör, med effekter som reverb, eko, ändrad uppspelningshastighet och uppspelning baklänges. Hon gjorde även bandloopar vilket skapade rytmiska effekter.
Senare släpptes filmmusiken på skiva och på albumet förklarar Louis och Bebe:
| ”                       | We design and construct electronic circuits which function electronically in a manner remarkably similar to the way that lower life-forms function psychologically. [. . .]. In scoring Forbidden Planet – as in all of our work – we created individual cybernetics circuits for particular themes and leit motifs, rather than using standard sound generators. Actually, each circuit has a characteristic activity pattern as well as a "voice". [. . .]. We were delighted to hear people tell us that the tonalities in Forbidden Planet remind them of what their dreams sound like. | „ |
| – Louis och Bebe Barron | |   |

Eftersom filmmusiken till Förbjuden värld inte kallades för "musik" och Louis och Bebe Barron inte heller tillhörde Musicians' Union, så var detta verk aldrig aktuellt för en Oscarsnominering, varken för bästa musik eller bästa specialeffekt. 
MGM släppte inte någon skiva med soundtracket när filmen först lanserades. Istället släppte kompositören David Rose en 7" singel med det skrotade titelspår som han spelade vid MGM Studios i Culver City i mars 1956 men som sedermera valdes bort. Paret Barrons musik till filmen släpptes till slut på LP av paret själv till filmens tjugoårsjubileum 1976, på sin egen skivetikett PLANET, som senare bytte namn till SMALL PLANET Records och som distribuerades av GNP Crescendo Records. För trettioårsjubileet 1986 släpptes även musiken på CD

## Scenografi och specialeffekter
Scenografin skapades av Cedric Gibbons och Arthur Longeran och byggdes i en av MGM:s stora hangarliknande studior i Culver City där alla scener spelades in. Där byggde man upp tre fjärdedelar av rymdskeppet C-57D vars fulla bredd skulle ha varit 51 meter. Runt om detta bygge hade man ett enormt målat diorama med ökenlandskapet på Altair IV. Skeppet kom senare att återanvändas i flera avsnitt av den ursprungliga TV-serien Twilight Zone, som också spelades i vid MGM studios.
Robby the Robot var mycket en komplex och kostsam skapelse vars tillverkningskostnad gick på omkring 125.000 dollar. Robby sköttes från insidan av Frankie Darro och hans distinkta röst tillhörde skådespelaren Marvin Miller. Robby förekom senare i filmen The Invisible Boy men även i andra filmer och ett antal TV-serier, bland annat The Twilight Zone.
De animerade sekvenser som förekommer i filmen, speciellt attacken av monstret Id, är skapade av den erfarne animatören Joshua Meador, som lånades ut till MGM av Walt Disney Pictures.